# Borsvirágúak
A borsvirágúak (Piperales) a zárvatermők egyik viszonylag ősi rendje. Trópusi fák, liánok vagy lágyszárúak. Szárukban az edénynyalábok szórtan helyezkednek el. A levelek többnyire kétsorosak. Viráguk felépítése meglehetősen egyszerű: a virágtakaró nélküli, gyakran egyivarú, az egyszikűekhez hasonlóan hármas alapszámú virágok örvösen állnak, kalász- vagy torzsaszerű virágzatokká állnak össze. Minden részük illóolajakat és gyantát tartalmaz.

## Rendszerezésük

### Újabb rendszerezés
Az APG III (Angiosperm Phylogeny Group) osztályozása alapján a rend a magnoliids klád tagja, azaz nem tartozik a valódi kétszikűek kládba. Az újabban ide sorolt farkasalmafélék (Aristolochiaceae) Borhidi, Cronquist és Tahtadzsján rendszerében egyaránt önálló rendbe (Aristolochiales) tartozik.

### Hagyományos rendszerezés
A hagyományos rendszerezések a rendet a kétszikűek (Magnoliopsida v. Dicotyledonopsida) osztályába sorolták.
Cronquist Archiválva 2011. szeptember 27-i dátummal a Wayback Machine-ben rendszere ebbe a rendbe a következő családokat sorolja:
- Chloranthaceae
- Peperomiaceae
- Piperaceae
- Saururaceae

Dahlgren Archiválva 2007. február 14-i dátummal a Wayback Machine-ben rendszere csak 3 családot sorol ide:
- Peperomiaceae
- Piperaceae
- Saururaceae